# Jean-Luc Molinéris
Jean-Luc Molinéris (Grenoble, 25 de agosto de 1950) foi um ciclista francês, que foi profissional entre 1971 e 1977. Durante a sua carreira profissional destaca a vitória numa etapa do Tour de France de 1974. Em 1976 ganhou a Paris-Bourges.
É filho do também ciclista Pierre Molinéris.

## Palmarés
- 1971
  - 1º na Étoile de Bessèges
- 1972
  - 1º na Étoile de Bessèges
- 1974
  - 1º em Ambert
  - 1º em Concarneau
  - Vencedor de uma etapa ao Tour de France
  - Vencedor de uma etapa ao Tour do Oise
- 1976
  - 1º no GP de Peymeinade
  - 1º na Paris-Bourges

### Resultados ao Tour de France
- 1974. Abandona (20ª etapa). Vencedor de uma etapa
- 1976. Abandona (15ª etapa)
- 1977. Abandona (17ª etapa)

### Resultados ao Giro d'Italia
- 1973. 60º da classificação geral